# Barry Paris
Barry Paris (* 6. února 1948) je americký novinář, spisovatel, filmový kritik, rozhlasový moderátor a publicista. Mezi jeho nejznámější i nejuznávanější díla patří biografické knihy hereckých hvězd Louise Brooksové, Grety Garbo a Audrey Hepburnové. V současné době pracuje na životopisné knize 14. prezidenta USA Franklina Pierce. Pracuje jako filmový kritik a recenzent pro americký deník Pittsburgh Post-Gazette, své články zveřejňuje také v časopisech The New Yorker, Vanity Fair, Opera News a American Film. Se svojí rodinou žije v Pittsburghu v Pensylvánii. Kromě toho také účinkuje jako moderátor v pittsburské rozhlasové stanici WQED-FM.

## Knižní dílo v češtině
- Audrey Hepburnová: životopis, BB/art s.r.o., Praha 2005, ISBN 80-7341-684-0

## Scénáře
- Louise Brooks: Looking for Lulu - americký autobiografický snímek o Louise Brooksové